# ハンス・ヨルダーンス1世
ハンス・ヨルダーンス1世（Hans Jordaens I、1555年頃 - 1630年5月23日（埋葬日））は、フランドルの画家である。

## 略歴
16世紀から17世紀の間にハンス・ヨルダーンスという名前のフランドル、オランダの画家には、ハンス・ヨルダーンス1世（Hans Jordaens I: 1555-1630）やハンス・ヨルダーンス2世（Hans Jordaens II: 1581-1653）、ハンス・ヨルダーンス3世（Hans Jordaens III: c.1590-1643）、ハンス・ヨルダーンス4世（Hans Jordaens IV: 1616-1680）がいるが、これらの人物間の関係については不確定で、作品の帰属にも混乱が生じている。ヨルダーンス姓のヤーコブ・ヨルダーンス（1593-1678）も親類であった可能性が高い。
ハンス・ヨルダーンス1世はアントウェルペンで生まれたとされる。17世紀初めに画家の伝記を著したカレル・ファン・マンデルによれば、1579年に	マールテン・ファン・クレーフェ（c.1527-1581?）の弟子としてアントウェルペンの聖ルカ組合のメンバーになった 。1582年に画家、フランス・プルビュス（1545-1581）の未亡人のAnna Mahuと結婚した。
スペイン軍の侵攻のために家族は1589年にデルフトに移り、1613年にデルフトの聖ルカ組合のメンバーになった。
デルフトで亡くなり、1630年5月23日に埋葬された。デルフトの弟子に風俗画家のアントニー・パラメデスゾーン（1602-1673）がいる。

## 作品

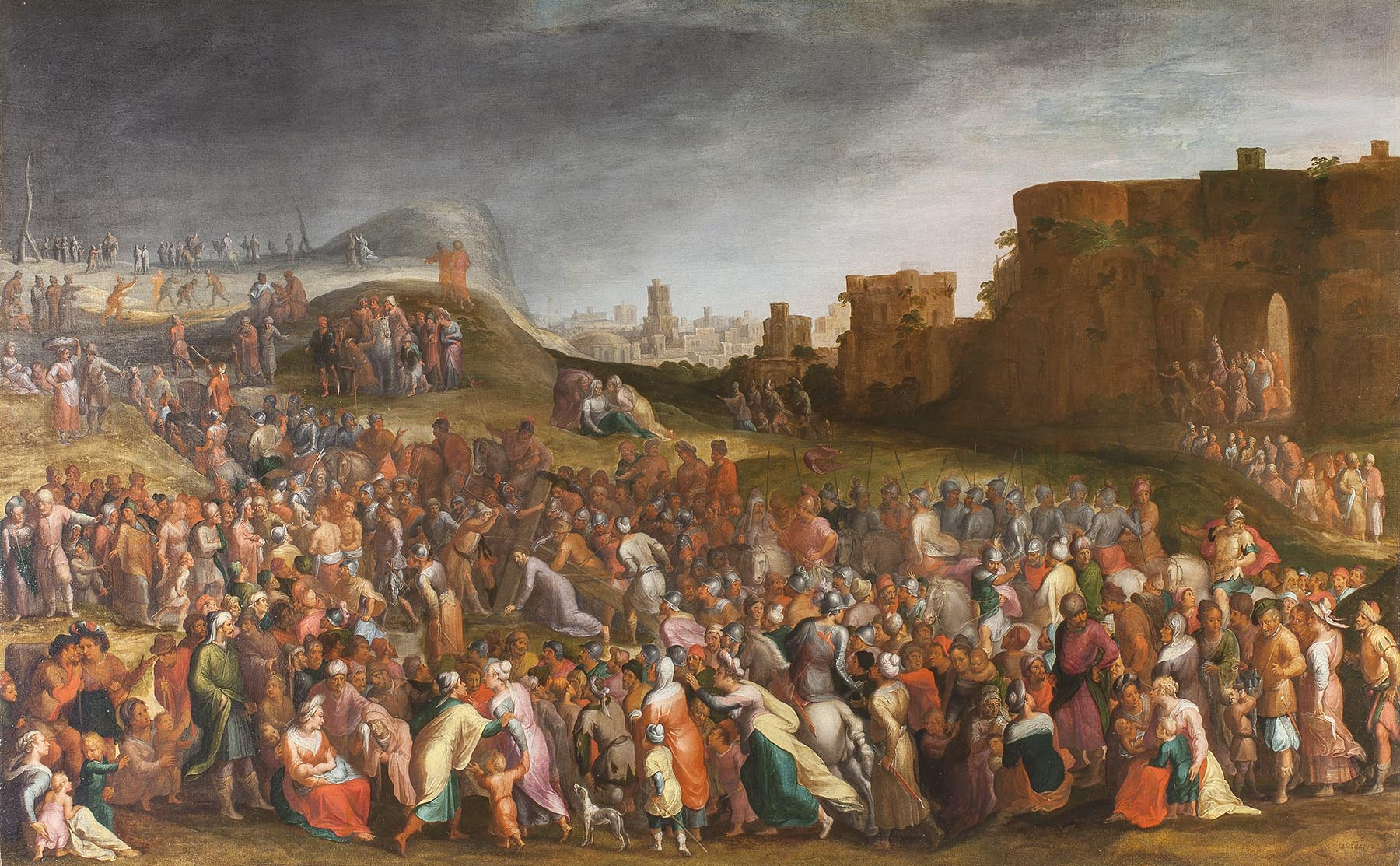
ゴルゴタの丘への途上のキリスト
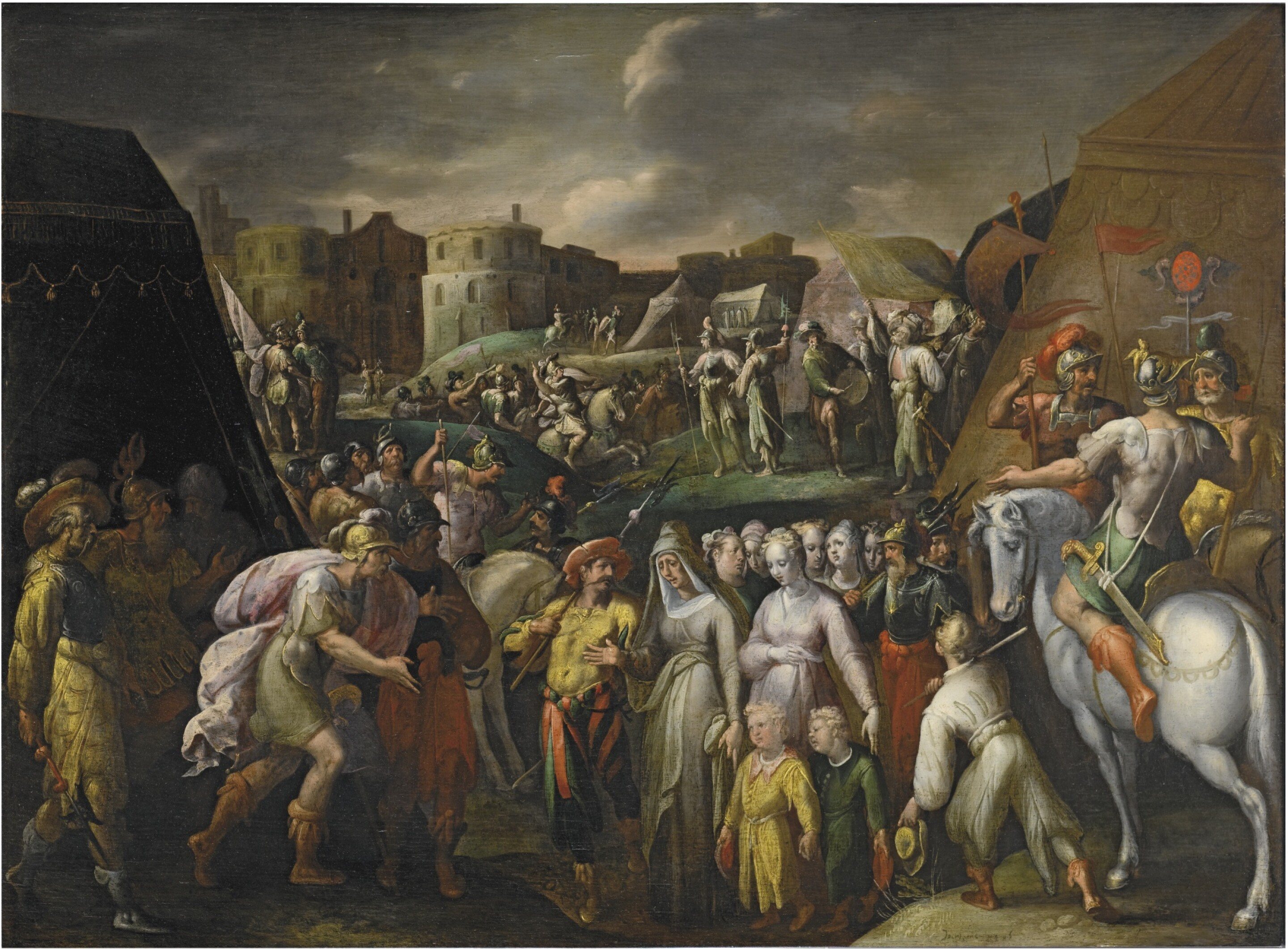
アレクサンドロス大王の前に出たダレイオスの家族
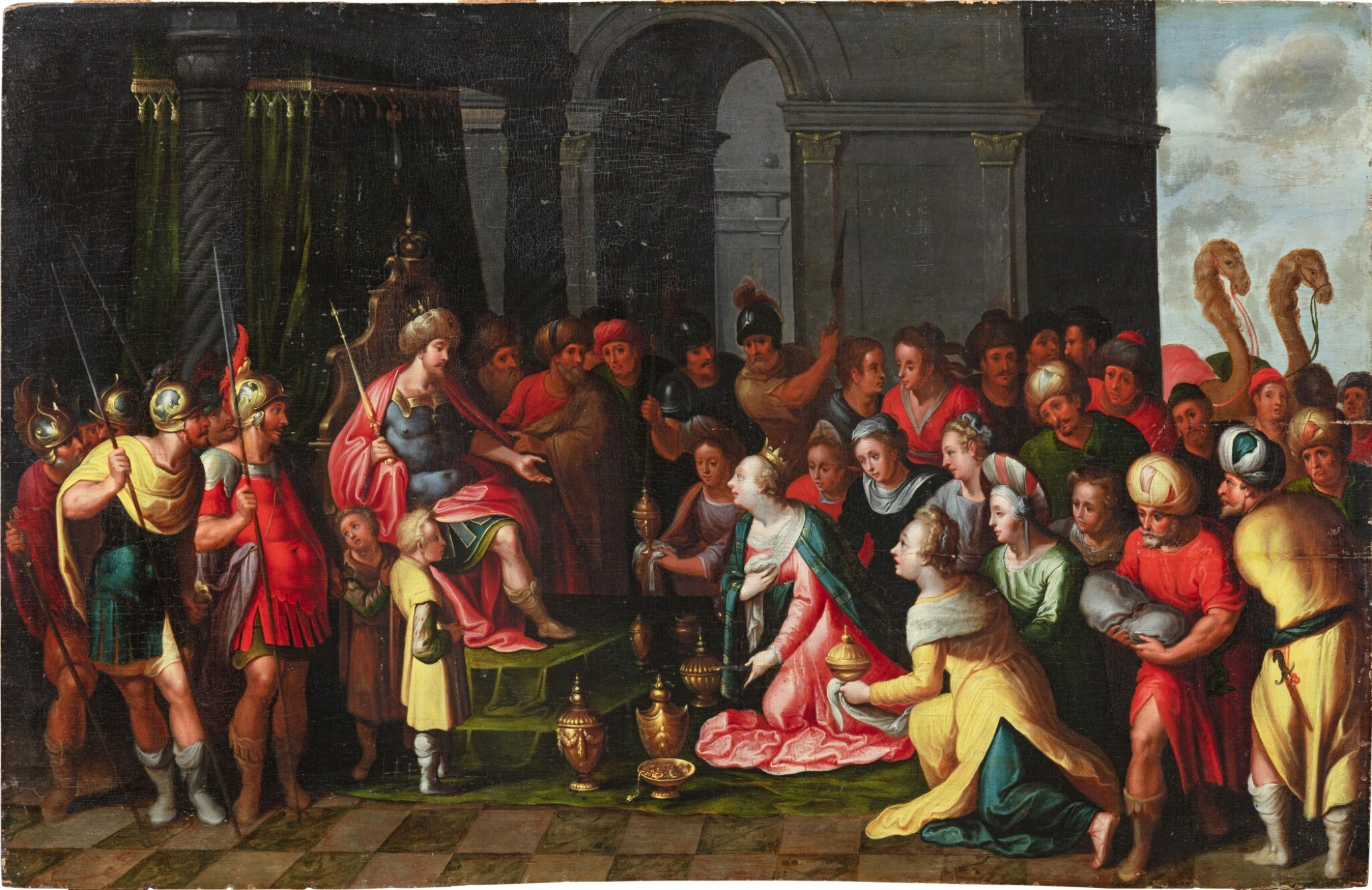
ソロモンとシバの女王